# Dražice (Tábor)
Dražice é uma comuna checa localizada na região da Boêmia do Sul, distrito de Tábor.

## Galeria

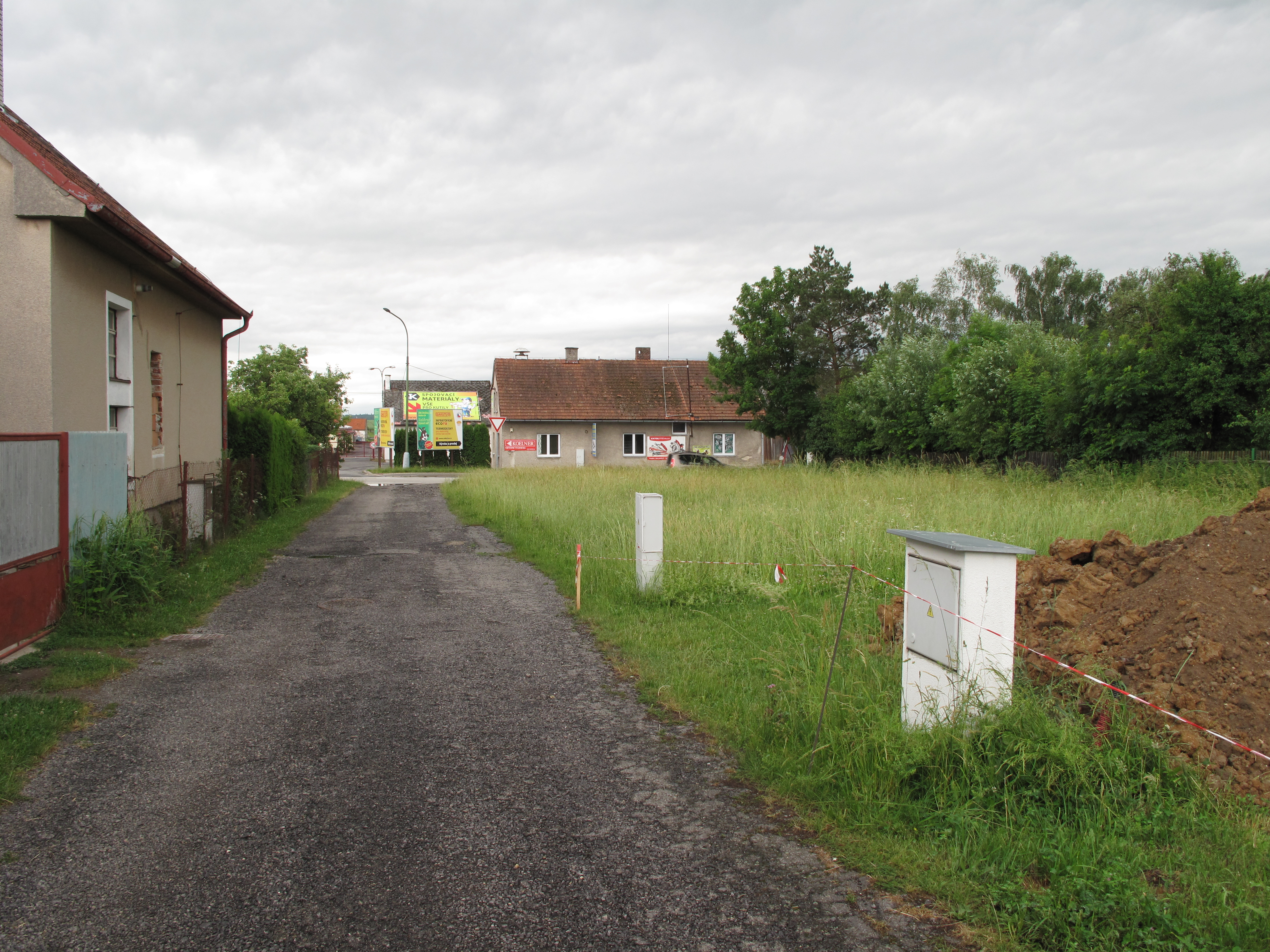
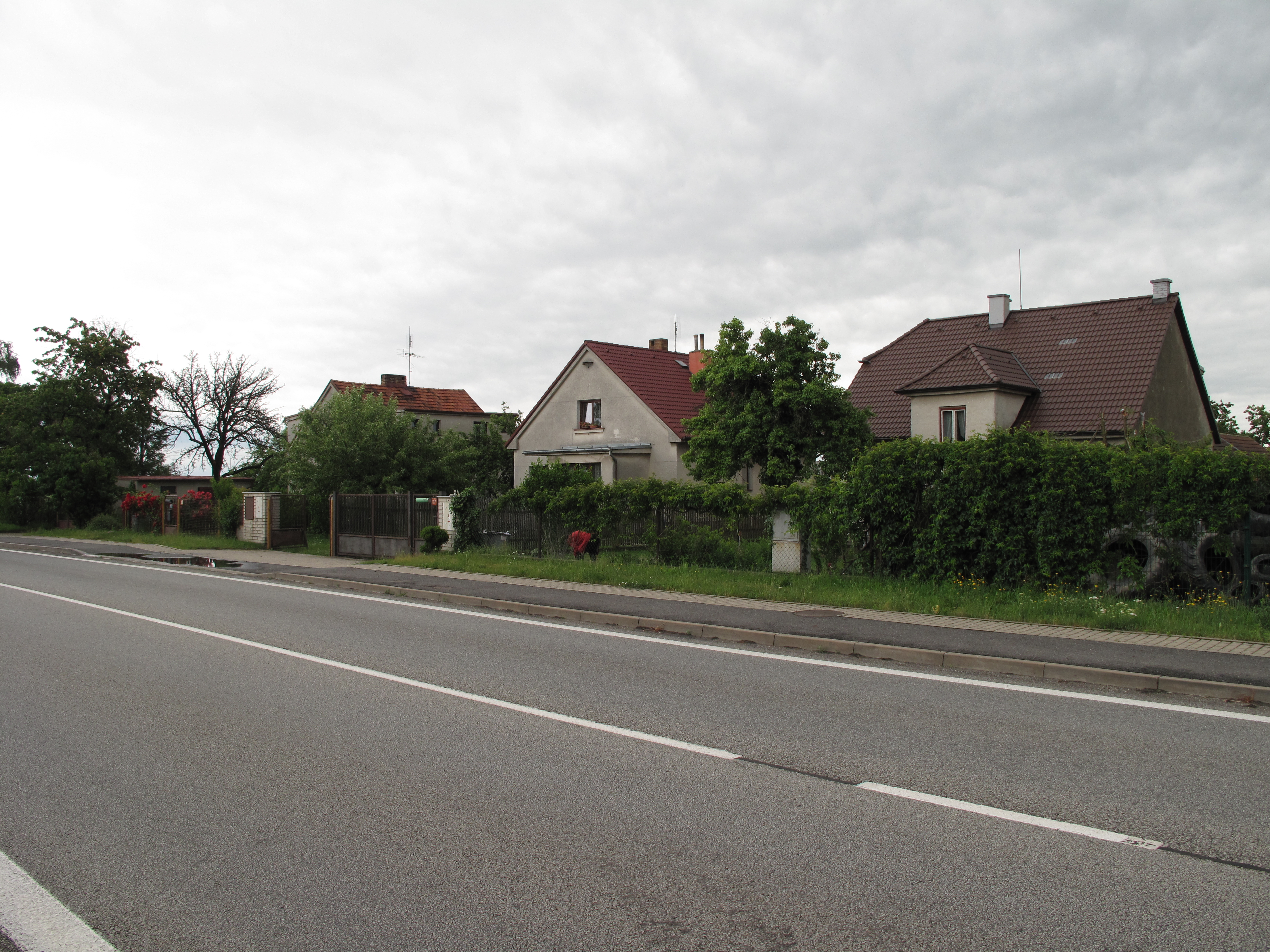
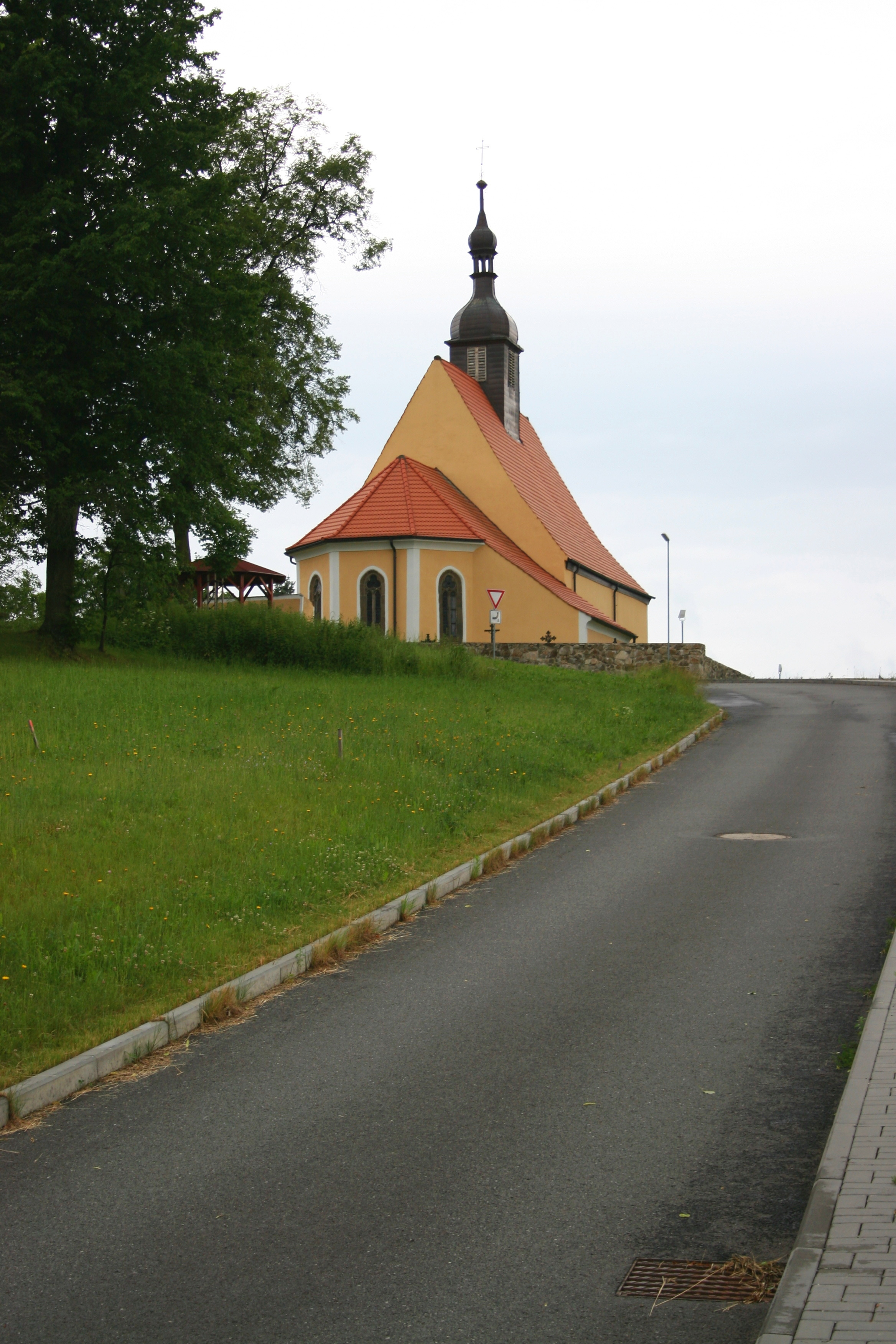
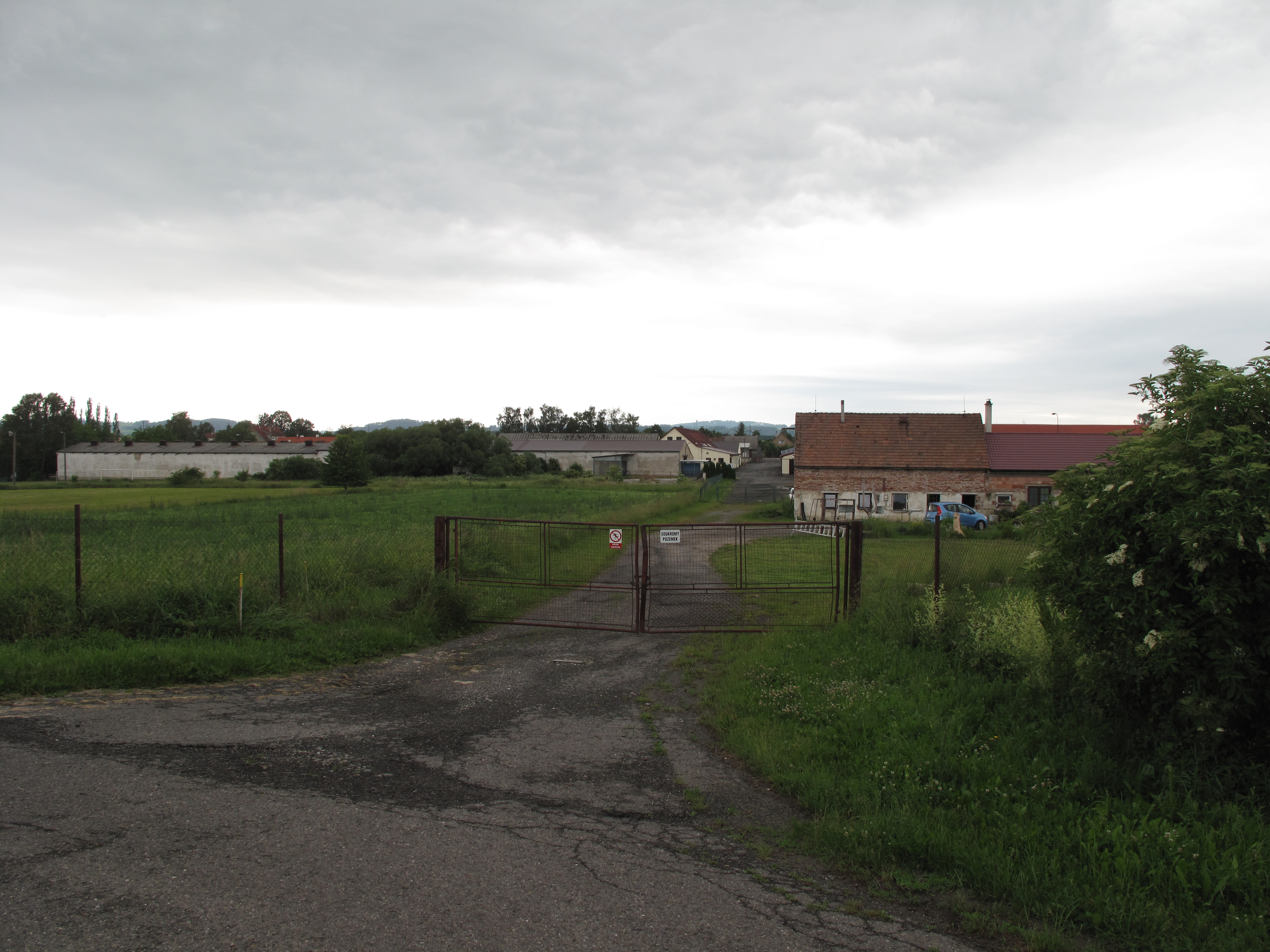
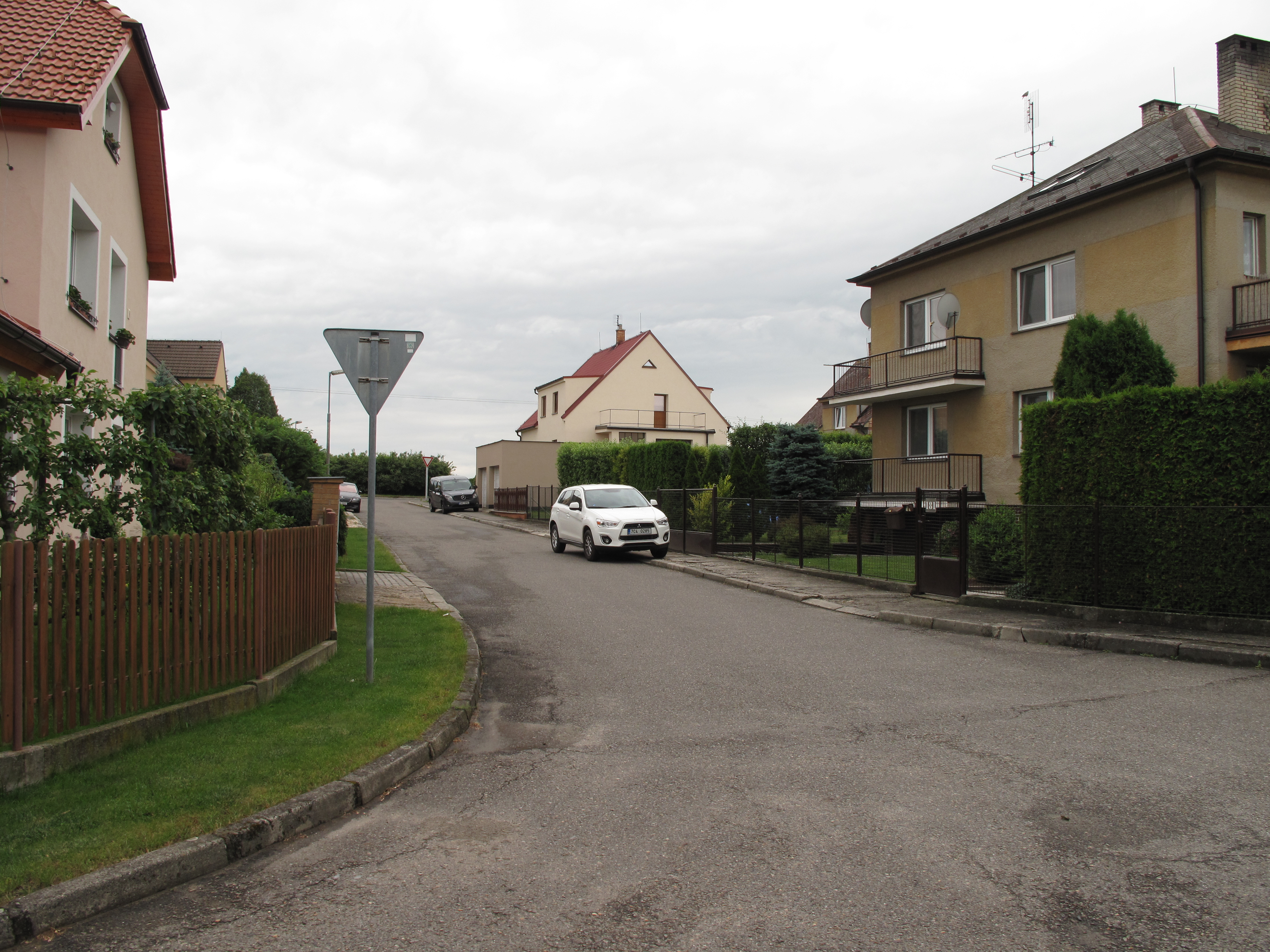